# Vizekönig von Neufrankreich
Vizekönige von Neufrankreich waren:
- Jean-François de La Rocque de Roberval wurde 1540 von König Franz I. zu seinem Lieutenant und Gouverneur für die Gebiete in  Nordamerika ernannt. Er wird manchmal als erster Vizekönig bezeichnet.

| Name                                                | Porträt | Beginn            | Ende                | Souverän     |
| --------------------------------------------------- | ------- | ----------------- | ------------------- | ------------ |
| Jean de Poutrincourt                                |         | 1605              | 1612                | Heinrich IV. |
| Charles de Bourbon, comte de Soissons               |         | 8. Oktober 1612   | † 1. November 1612  | Ludwig XIII. |
| Henri II. de Bourbon, prince de Condé               |         | 20. November 1612 | 10. Februar 1620    | Ludwig XIII. |
| Pons de Lauzières, marquis de Thémines (Vertretung) |         | 1. September 1616 | 20. Oktober 1619    | Ludwig XIII. |
| Henri II. de Montmorency, duc de Montmorency        |         | 10. Februar 1620  | 1624                | Ludwig XIII. |
| Henri de Lévis, duc de Ventadour                    |         | März 1625         | Juni 1627           | Ludwig XIII. |
| Isaac de Razilly                                    |         | 20. April 1632    | † Dezember 1635     | Ludwig XIII. |
| François Christophe de Lévis, duc de Damville       |         | November 1644     | 1660                | Ludwig XIV.  |
| Isaac de Pas, marquis de Feuquières                 |         | 30. August 1660   | 5. Oktober 1661     | Ludwig XIV.  |
| Godefroi, comte d’Estrades                          |         | 1662              | † 26. Februar 1686  | Ludwig XIV.  |
| Jean II. d’Estrées, comte de Nanteuil-le-Haudouin   |         | 1. August 1687    | † 9. März 1707      | Ludwig XIV.  |
| Victor-Marie d’Estrées, comte d’Estrées             |         | 19. Mai 1707      | 1. September 1715   | Ludwig XIV.  |
| Victor-Marie d’Estrées, comte d’Estrées             |         | 1. September 1715 | † 27. Dezember 1737 | Ludwig XV.   |
| Louis-Charles-César Le Tellier, duc d’Estrées       |         | 27. Dezember 1737 | 10. Februar 1763    | Ludwig XV.   |